# Lumbriclymene cylindricauda
Lumbriclymene cylindricauda är en ringmaskart som beskrevs av M. Sars, in G.O. Sars 1872. Lumbriclymene cylindricauda ingår i släktet Lumbriclymene och familjen Maldanidae.
Artens utbredningsområde är havet kring Nya Zeeland. Arten är reproducerande i Sverige. Inga underarter finns listade i Catalogue of Life.